# Wolna Myśl. Wolne Żarty
Wolna Myśl. Wolne Żarty – czasopismo o charakterze polityczno-społeczno-literackim, a w późniejszym okresie o charakterze pornograficznym, wydawane w Łodzi w latach 1919–1939.

## Historia
Pierwszy numer czasopisma „Wolna Myśl” w formie dwutygodnika, został wydany przez Edmunda Kokorzyckiego 20 września 1919. Początkowo pismo było poświęcone przemysłowi, handlowi, finansom, samorządowi oraz piętnowaniu nadużyć, ponadto zawierało niewielki dział satyryczno-humorystyczny na końcu każdego wydania. Przez pewien okres w wyniku działalności wydawnictwa związanej z piętnowaniem nadużyć Kokorzycki musiał zawiesić wydawanie gazety. Wznowi ją w kwietniu 1921 pod zmienionym tytułem „Wolna Myśl. Wolne Żarty”. Zmieniła się również szata graficzna, częstotliwość wydawania kolejnych numerów oraz zawartość gazety. Została przekształcona w tygodnik i skupiała się na tematyce polityczno-satyrycznej. Początkowo część satyryczna gazety zawierała karykatury i żartobliwe teksty, do których z czasem doszła satyra polityczna, lokalna, monologi i anegdoty.
Gazeta była pionierem w Łodzi na rynku czasopism humorystycznych i została entuzjastycznie przyjęta przez czytelników, osiągając nakład 30 tys. egzemplarzy w latach 1923–1924. Od 1923 w czasopiśmie zaczęła przeważać sensacja erotyczna, a nakład zaczął maleć, szczególnie po śmierci Kokorzyckiego w 1926, gdy wydawnictwo przejęła Helena Kokorzycka. Pornograficzny charakter czasopisma coraz częściej skutkował konfiskatami za niemoralność, co przyczyniło się do zamknięcia czasopisma w kwietniu 1939.